# Julia Masli
Julia Masli (1995)es una payasa nacida en Estonia y radicada en Londres.

## Trayectoria
Masli se crio en Tallin, Estonia. Sus padres son abogados. Cuando tenía 12 años, le enviaron a un internado para niñas en Inglaterra. No hablaba inglés con fluidez en ese momento, lo que la llevó a comunicarse a menudo mediante la mímica.
Cuando era adolescente, Masli tenía la intención de convertirse en actriz dramática y representar tragedias en los escenarios de Londres. Hizo una audición para ser admitida en las escuelas de estudios dramáticos ingleses, pero no lo logró, hecho que ella atribuye a su fuerte acento.
Finalmente estudió en la École Philippe Gaulier, del payaso y director de teatro francés Philippe Gaulier, y aunque su intención era convertirse en una actriz dramática, terminó dedicándose a la comedia.
Se inició actuando con otros artistas: en 2019, trabajó junto a los hermanos Duncan en Legs, un programa de sketches de comedia corporal sin sentido, y con la Race Horse Company, una compañía de circo contemporáneo. En 2022, presentó su primer espectáculo individual, Choosh!, una historia de inmigrantes sobre el viaje de una payasa desde Europa del este a Estados Unidos, y un año más tarde, en 2023, estrenó ha ha ha ha ha ha ha, en el que participan los espectadores.

## Reconocimientos
En 2023, por su espectáculo ha ha ha ha ha ha ha, ganó varios premios en el Festival Fringe de Edimburgo y estuvo nominada a Edinburgh Comedy Awards. También apareció en el n.º 1 de espectáculos de comedia en los rankings de The Guardian y Time Out, fue catalogada como la mejor comedia del año por The Daily Telegraph, y la British Comedy Guide la incluyó entre el top 50 de espectáculos cómicos de ese año.